# Hydrocanthus vadoni
Hydrocanthus vadoni is een keversoort uit de familie diksprietwaterkevers (Noteridae). De wetenschappelijke naam van de soort werd in 1936 gepubliceerd door Félix Guignot.